# Hallsville (Texas)
Hallsville es una ciudad ubicada en el condado de Harrison en el estado estadounidense de Texas. En el Censo de 2010 tenía una población de 3.577 habitantes y una densidad poblacional de 372,56 personas por km².

## Geografía
Hallsville se encuentra ubicada en las coordenadas 32°30′12″N 94°34′6″O / 32.50333, -94.56833. Según la Oficina del Censo de los Estados Unidos, Hallsville tiene una superficie total de 9.6 km², de la cual 9.6 km² corresponden a tierra firme y (0%) 0 km² es agua.

## Demografía
Según el censo de 2010, había 3.577 personas residiendo en Hallsville. La densidad de población era de 372,56 hab./km². De los 3.577 habitantes, Hallsville estaba compuesto por el 89.12% blancos, el 5.45% eran afroamericanos, el 0.59% eran amerindios, el 0.31% eran asiáticos, el 0% eran isleños del Pacífico, el 2.57% eran de otras razas y el 1.96% pertenecían a dos o más razas. Del total de la población el 6.12% eran hispanos o latinos de cualquier raza.